# 趙星基
趙 星基（Cho Sung Ki、チョ・ソンギ、1951年3月30日 - ）は韓国の小説家。慶尚南道固城郡出身。

## 略歴
1951年3月30日、慶尚南道固城郡に生まれる。ソウル大学校法学科、長老会神学大学院を卒業した。1971年、『東亜日報』新春文芸に『만화경(万華鏡)』が当選し、登壇した。
成長期に精神面の苦悩が多かった趙に、文学は「神と人間の中間地帯」を意味していると解釈できる。大学入学後、聖書の勉強をしながら宣教活動を始めるようになり、趙の文学はキリスト共同体体験に基づいているといえる。従って、初期の作品世界は、人間本来の姿を探して超越と世俗の間で葛藤し、キリスト的救援の意味を人間の観点で理解しようとする観念小説に属している。1986年発表した長編『야훼의 밤(ヤーウェの夜)』は、宣教団体が益々選民意識にとらわれ、狂信主義に陥る過程を描いており、個人の意識を抑圧する組織から離れ、集団化以前の純粋なキリスト教の原型を探求した作品である。
趙の小説の特徴の一つは、人間を閉じ込められた存在として理解しているところである。人間は閉じ込められて育ち、閉じ込められて死ぬということが作品で様々なスペクトラムを通して表現されている。そしてもう一つの特徴は、閉じ込められた暴力とは違う、内面から外部に流れる開放の暴力としてのエロティズムに対する執着である。『우리 시대의 사랑(我が時代の愛)』や『욕망의 오감도(欲望の五感図)』などの作品で趙が執拗にその存在方式で追跡しているエロティズムは、閉じ込めた枠を崩壊し、その内部の力が自由に発散できる活力の源泉として作用し、閉じ込められた抑圧に対する避難を可能とする重要な拠点だといえる。

## 年譜
- 1951年3月30日、慶尚南道固城郡に生まれる。[1]
- 1985年、第9回今日の作家賞受賞。
- 1966年、第４回キリスト文化賞受賞。
- 1991年、第15回李箱文学賞大賞受賞。

## 代表作品
- 1981年、만화경(万華鏡) [3][4]
- 1984年、자유의 종(自由の鐘)
- 1985年、라하트하헤렙(ラハトハヘレプ)
- 1986年、야훼의 밤(ヤーウェの夜)
- 1987年、가시 둥지(とげの巣)、슬픈 듯이 조금 빠르게(悲しいような少しはやく)
- 1988年、왕과 개(王と犬)、베데스다(ベデスダ)
- 1989年、천년 동안의 고독(千年の孤独)、바바의 나라(ババの国)
- 1990年、전국시대(戦国時代)、아니마, 혹은 여자에 관한 기억(アニマ、または女に関する記憶)、통도사 가는 길(通道寺に行く道) 、굴원의 노래(屈原の歌)、우리 시대의 사랑(我が時代の愛)
- 1991年、에덴의 불칼(エデンの火の刀)
- 1993年、욕망의 오감도(欲望の五感図)
- 1994年、안티고네의 밤(アンティゴネの夜)
- 1995年、우리는 완전히 만나지 않았다(私たちは完全に会っていない)
- 1996年、너에게 닿고 싶다(君に届きたい)
- 1998年、실직자 욥의 묵시록(失業者ヨブの黙示録)